# Avinguda d'Alfons el Savi
L'avinguda d'Alfons el Savi és una de les principals vies de la ciutat valenciana d'Alacant. Es perllonga des de la plaça dels Cavalls fins a l'avinguda de Jaume II i separa els barris Mercat i Centre.

## Denominació
L'avinguda deu el seu nom al rei castellà Alfons X el Savi, qui va conquistar el castell alacantí de Santa Bàrbara el 4 de desembre de 1248 i va entrar a la ciutat el dia 6 del mateix mes.

## Descripció
L'avinguda d'Alfons el Savi comença en l'encreuament format per l'avinguda de Jaume II (la prolongació de l'avinguda), la rambla de Méndez Núñez i el carrer de Sant Vicent (perpendiculars a l'avinguda), situat a les faldes de la serra del Benacantil. Des d'aquest punt, discorre en direcció sud-oest i acaba a la plaça dels Cavalls, la més emblemàtica de la ciutat.
L'avinguda serveix de separació dels barris del Mercat (al nord), cap al qual sorgeixen huit carrers perpendiculars, i del Centre (al sud), amb nou carrers perpendiculars.
Es tracta d'una àmplia i cèntrica avinguda, amb voreres amples en les quals es disposen files de palmeres de grans dimensions. Destaquen vint-i-quatre portatestos, ornamentats amb ficus i ciclamen de diversos colors, que fan la funció de bancs de fusta. És un carrer eminentment comercial, amb nombrosos bancs, hotels, restaurants, edificis d'oficines i botigues de grans cadenes, en el qual també es troba la seu alacantina d'RTVE.

### Edificis històrics
- Mercat Central d'Alacant, construït en 1921; el seu accés principal es troba en el número 10 de l'avinguda.
- Cinema Monumental, construït en 1924 i demolit en 1970; es trobava en l'actual número 12 de l'avinguda.[5]

### Transport
L'avinguda és una important via de quatre carrils per al trànsit rodat, dos en cada sentit, amb mitjana només en aquells trams en els quals no existeix un cinqué carril per girar als carrers perpendiculars. Existeixen diversos accessos (escales i ascensors) a l'aparcament subterrani que recorre tota l'avinguda. Al llarg de l'avinguda se situen també diverses parades d'autobús i accessos a dos de les estacions subterrànies del tramvia metropolità (Estels i Mercat). Aquesta avinguda era un dels principals eixos pels quals discorria el tramvia antic d'Alacant fins al seu tancament en els anys 60.
A causa de la seua cèntrica situació, l'avinguda serveix com a lloc de pas de tot tipus de manifestacions ciutadanes i desfilades festives. És el cas de la cavalcada dels Reis Mags, les processons de la Setmana Santa i les desfilades de les festes de les Fogueres de Sant Joan. Durant aquestes últimes, a més, es planten en l'avinguda dues fogueres (o «monuments foguerils»): la de Mercat Central, de segona categoria, i la d'Alfons el Savi, de primera categoria.